# Arayik Guevorguian
Arayik Guevorguian –en armenio, Արայիկ Գեւորգյան– (Artashat, 22 de enero de 1973) es un deportista armenio que compitió en lucha libre. Ganó tres medallas de oro en el Campeonato Mundial de Lucha entre los años 1995 y 1998, y seis medallas en el Campeonato Europeo de Lucha entre los años 1993 y 1998.

## Palmarés internacional
| Campeonato Mundial | Campeonato Mundial       | Campeonato Mundial | Campeonato Mundial |
| Año                | Lugar                    | Medalla            | Categoría          |
| ------------------ | ------------------------ | ------------------ | ------------------ |
| 1995               | Atlanta (Estados Unidos) | Medalla de oro     | 68 kg              |
| 1997               | Krasnoyarsk (Rusia)      | Medalla de oro     | 69 kg              |
| 1998               | Teherán (Irán)           | Medalla de oro     | 69 kg              |
| Campeonato Europeo |                          |                    |                    |
| Año                | Lugar                    | Medalla            | Categoría          |
| 1993               | Estambul (Turquía)       | Medalla de plata   | 68 kg              |
| 1994               | Roma (Italia)            | Medalla de plata   | 68 kg              |
| 1995               | Friburgo (Alemania)      | Medalla de bronce  | 68 kg              |
| 1996               | Budapest (Hungría)       | Medalla de plata   | 68 kg              |
| 1997               | Varsovia (Polonia)       | Medalla de oro     | 69 kg              |
| 1998               | Bratislava (Eslovaquia)  | Medalla de plata   | 76 kg              |